# Suzie Klein
Suzie Klein, ook wel Susie Klein, artiestennaam van Susanna Klein Sprokkelhorst (Amsterdam, 25 februari 1911 – Corpus Christi (Texas), 2 april 1995), was een Nederlandse actrice.
Klein was een dochter van de fotograaf en latere cabaretier Albert Klein Sprokkelhorst (artiestennaam Albert Klein) en Suzanna Enters.
Klein is vooral bekend vanwege haar vertolking van Blonde Greet in de film De Jantjes uit 1934.
Ze trouwde op 26 mei 1936 met de zakenman Sally Friedmann en emigreerde vervolgens met hem naar de Verenigde Staten.